# Jóhann Hafstein
Jóhann Hafstein (* 19. September 1915 in Akureyri; † 15. Mai 1980) war ein isländischer Politiker der Unabhängigkeitspartei (Sjálfstæðisflokkur) und Premierminister von Island.

## Leben
Der Sohn des Lehrers und Übersetzers von Herman Melvilles Roman „Moby Dick“ ins Isländische, Júlíus Havsteen, erhielt 1934 seine Hochschulzugangsberechtigung am Gymnasium von Akureyri und begann anschließend ein Studium der Rechtswissenschaften und Völkerrecht an der Universität Island sowie in Dänemark und Deutschland.

## Politik
Bereits als Student folgten erste politische Tätigkeiten und so war er nicht nur 1936 bis 1937 Vorsitzender des Studentenrates der Universität Island, sondern auch von 1943 bis 1949 als Nachfolger von Gunnar Thoroddsen Vorsitzender der Nationalen Jugendorganisation der Unabhängigkeitspartei (Samband ungra sjálfstæðismanna (SUS)), nachdem er deren Vorstand seit 1936 angehörte und von 1940 bis 1943 1. Stellvertretender Vorsitzender war. Zugleich gehörte von 1943 bis 1955 dem Stadtrat von Reykjavík als Mitglied an. Noch während seines Studiums heiratete er 1938 die Enkelin des ersten isländischen Premierministers Hannes Hafstein, Ragnheiði Thors.
1946 wurde er dann als Kandidat der Unabhängigkeitspartei (Sjálfstæðisflokkur) erstmals zum Mitglied des Althing gewählt, in dem er bis 1978 die Interessen der Hauptstadt Reykjavík vertrat. 1952 wurde er Chief Executive Officer (CEO) der Fischereibank (Útvegsbanki Íslands). Am 14. November 1963 berief ihn sein Parteifreund und damalige Premierminister Bjarni Benediktsson als Justiz-, Kirchen- und Industrieminister (Dóms- og Kirkjumálaráðherra, Iðnaðarráðherra) in dessen Kabinett, in dem er die Ministerämter bis 10. Juli 1970 innehatte. Am 24. April 1965 wurde er wiederum als Nachfolger Thoroddsens stellvertretender Vorsitzender der Unabhängigkeitspartei. Nachdem Premierminister Benediktsson bei einem Feuer im Sommersitz der Regierung (Thingvellir) am 10. Juli 1970 ums Leben kam, wurde Hafstein dessen Nachfolger als Vorsitzender der Unabhängigkeitspartei sowie als Premierminister von Island (Forsætisráðherra). Als solcher bildete er ein achtköpfiges Kabinett, in dem er zunächst bis zum 10. Oktober 1970 auch das Amt des Justiz- und Kirchenministers und bis zum Ende seiner Amtszeit auch das Amt des Industrieministers behielt. Nachfolgerin als Justiz- und Kirchenminister wurde mit Auður Auðuns die erste weibliche Ministerin in einem isländischen Kabinett.
Das Amt des Premierministers hatte er jedoch nur etwas mehr als ein Jahr bis zum 14. Juli 1971 inne, sein Nachfolger wurde Ólafur Jóhannesson, der Vorsitzende der Fortschrittspartei (Framsóknarflokkurinn). Am 12. Oktober 1973 folgte ihm dann der bisherige stellvertretende Vorsitzende Geir Hallgrímsson als Vorsitzender der Unabhängigkeitspartei. Während seiner politischen Laufbahn war er zudem 1953, 1959 und 1974 Vertreter Islands in der Generalversammlung der Vereinten Nationen.